# Дакота Први народ равнице
Дакота Први народ равнице једно је од првих племена Абориџина или Првих народа Северне Америке, у саставу Фарго Дакота племена (народа), који не припадају групи Ескими и Меити.

## Заједнице

### Дакота Плеин Вапетен Први народ равнице
Племана овог народа   (енгл. Dakota Plains Wahpeton Nation), настањени су  20 миља југозападно од руралне Општине Портиџ ла Прери, и 65 миља југозападно од Винипега у провинцији Манитоба, Канада, означеном као резерват бр.6.
Према попису из 2006. године, Дакота Плеин Вапетен Први народ равнице  имао је популацију од 240 становника од којих је 150 живело у резервату површине 5,3 км², а остали у урбаним центрима у провинцији Манитоба или другде у Канади.

### Дакота Најстарији Први народ равнице
Дакота Најстарије Први народи равнице (Long Plain First Nation),  су  прва нација коју је ИНАЦ идентификовао као индијски резерват бр. 6. Заједница се налази у региону Централних равница у Манитоби, југозападно од Портиџ ла Прери дуж реке Асинибојн, између руралних општина општина Портиџ ла Прери и Јужни Норфок. 
Према попису из децембра 2010. године становништво Најстаријик Првих  народи равнице бројало је 3.862 становника, од којих отприлике 2.115 живи на резервату у заједници Дакота Најстаријих Први народи равнице и још 1.747 који живи ван резервата у бројним руралним јужним заједницама и у урбаним центрима у провинцији Манитоба или другде у Канади.  
Дакота Најстарије Први народи равнице има две резерве, које се у потпуности налазе у провинцији Манитоба. Резерве се састоје од приближно 10.553 хектара земље. Главна заједница (Резерват бр. 6) је место где живи већина чланова и састоји се од 10.508 хектара. Урбани резерват Портаге ла Праирие се састоји од приближно 45 хектара.   
Дакота Најстарије Први народи равнице је такође тренутно у процесу успостављања урбаног резервата у граду Винипегу

### Народ Дакота и Оџибва у долини Сијукс
Народ Дакота у долини Сијукс (енг. Birdtail Sioux First Nation), која је некада била позната као резерват реке Оук, призната је као резерват канадских индијанаца 1875. године. Резерват се налази 45 минута западно од града Брандона у Манитоби и 10 километара северно од Трансканадског ауто-пута.   
Народ Дакота у долини Сијукс има укупно око 2.400 чланова, и део је племенског савета Дакота Оџибве  заједно са другим заједницама Дакота и Оџибве  у Манитоби.
Вхитецап Дакота Фирст Натион се налази око 25 миља јужно од Саскатуна, Саскачеван, Канада. Становништво у резерви је 429, укључујући и оне који нису чланови бенда. 

### Вајткап Дакота Први народи равнице
Вајткап Дакота Први народи равнице (енгл. Whitecap Dakota First Nation) живе око 25 миља јужно од Саскатуна у покрајини Саскачеван, Канада.
 

Становништво које живи у овом резервату броји 429 становника, укључујући и оне који нису директни потомци овог племена.